# جاده ملی ۱ استونی
جاده ملی ۱ استونی (انگلیسی: Estonian national road 1) جاده‌ای در کشور استونی است  جزئی از جاده ئی۲۰ اروپا می‌باشد.
این جاده از شهر تالین شروع و در شهر ناروا تمام میشود و ۲۱۲ کیلومتر طول آن است.